# Raymond Lefebvre (compositeur)
Ne pas confondre avec l'écrivain Raymond Lefebvre
Pour les articles homonymes, voir Lefebvre.
Raymond Lefebvre, né le 20 novembre 1929 à Calais et mort le 27 juin 2008 à Seine-Port, est un chef d'orchestre, pianiste, arrangeur et compositeur français d'easy listening. Il est notamment célèbre pour les musiques qu'il a composées pour plusieurs films mettant en scène Louis de Funès et pour sa participation en tant que chef d'orchestre à l'émission Le Palmarès des chansons de Guy Lux. Son nom est régulièrement orthographié Raymond Lefèvre aux génériques de films ou sur ses disques.

## Biographie

### Jeunesse
Natif de Calais, il obtient le 1er prix de piano et flûte au Conservatoire de Paris. Au début des années 1950, il est pianiste de jazz avec Hubert Rostaing (clarinettiste) et Bobby Jaspar (saxo ténor flûtiste).
En 1956, il obtient un grand succès, « best-seller » aux États-Unis, avec le titre The Day That the Rains Came (Le jour où la pluie viendra) de Gilbert Bécaud.

### Partenariat avec Paul Mauriat
C'est lors du concours « Le Coq d'Or de la Musique », qu'organise Eddie Barclay et auquel participe également Paul Mauriat, qu'il sympathise avec ce dernier. Ces deux chefs travaillent et composent ensemble durant plusieurs années.
Infatigable compositeur, arrangeur, il est pianiste et flûtiste chez Franck Pourcel, avec lequel il collabore souvent (par exemple Schuss durant la période des Jeux olympiques d'hiver de 1964 ou Chariot, grand succès de Petula Clark) et surtout avec Paul Mauriat pour les arrangements et direction d'orchestre.

### Accompagnement des chanteurs aux émissions de Guy Lux
Ses disques sont édités chez Barclay. Il accompagne pendant plusieurs années Dalida lors de ses enregistrements studio, puis tous les artistes lors des émissions de Guy Lux, Le Palmarès des chansons de 1965 à 1968, puis Cadet Rousselle au début des années 1970.
En 1987, il s'occupe de la direction orchestrale de l'album Univers de William Sheller.
Il est très célèbre au Japon, notamment grâce à sa nouvelle orchestration de la chanson de Michel Laurent Ma reine de Saba, où il a obtenu des disques d'or, mais aussi en Allemagne et dans bien d'autres pays.

### Compositeur de musiques de films
Compositeur de nombreuses musiques de films avec Louis de Funès notamment dans la série du Gendarme, avec le fameux Douliou-douliou Saint-Tropez (dans Le Gendarme de Saint-Tropez) ou La Soupe aux choux, Les Grandes Vacances, Jo, certaines composées avec Paul Mauriat.
La musique du film Le Gendarme de Saint-Tropez, s'inspire nettement, mais de manière humoristique cette fois, de celle du Pont de la rivière Kwaï, avec son ensemble de siffleurs, sous un tempo de marche américaine de parade de défilé, au rythme du refrain entonné par des chœurs masculins et des tambours.
En 1996, les quatre chefs, Raymond Lefebvre à la flûte traversière, Paul Mauriat au piano, Franck Pourcel au violon et Francis Lai à l'accordéon décident de s'associer pour composer et jouer Quartet for Kobe, à la mémoire des victimes du tremblement de terre de Kobe de 1995.

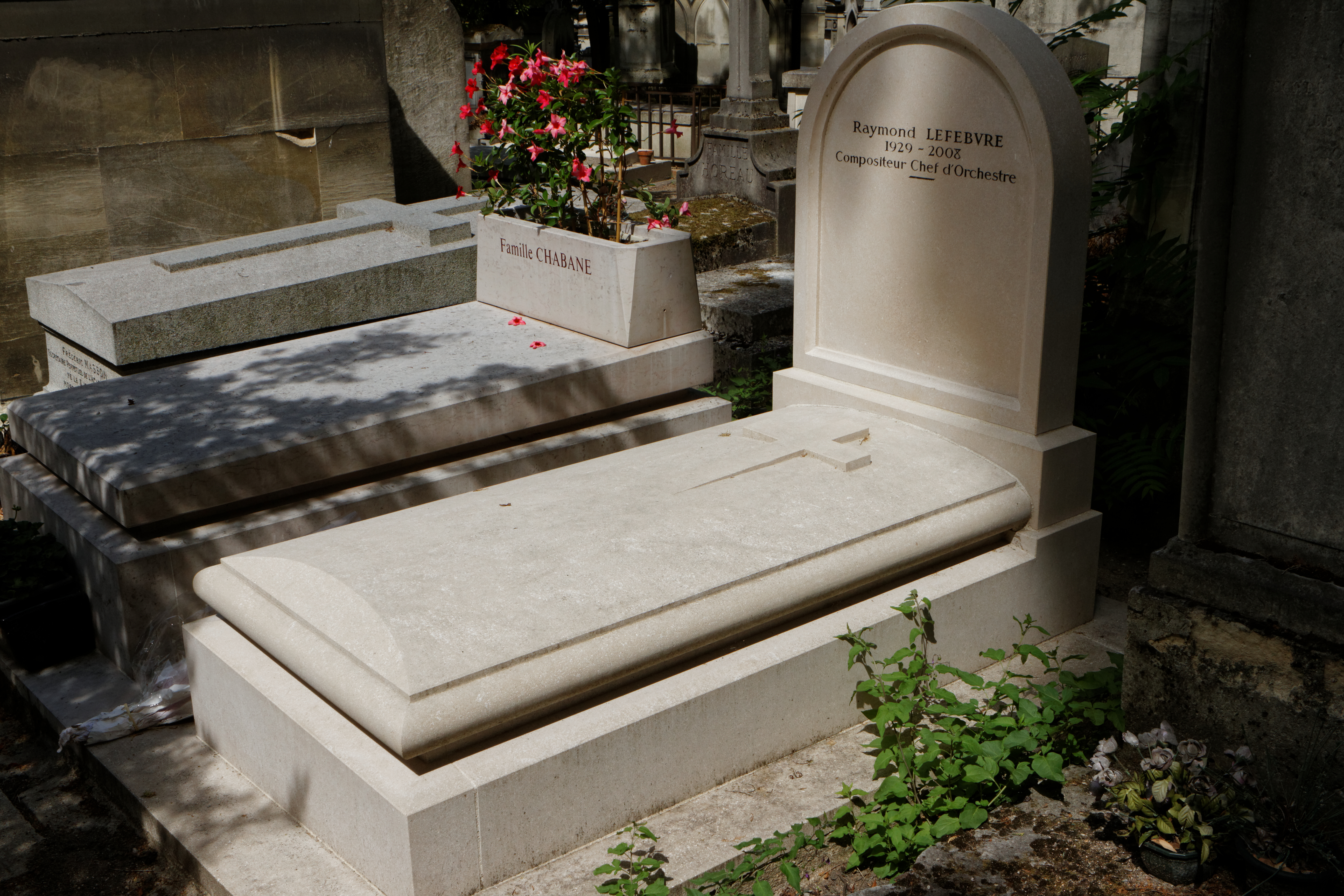
Tombe de Raymond Lefebvre au cimetière du Père-Lachaise (division 8).

## Vie privée
Marié avec Nicole Racine, il est père, par cette relation, de Bernard (né en 1955) et de Jean-Michel (né en 1959).
Raymond Lefebvre meurt à l'âge de 78 ans le 27 juin 2008, à Seine-Port. Il est inhumé au cimetière du Père-Lachaise (division 8), à Paris.

## Filmographie
- 1957 : Fric-frac en dentelles de Guillaume Radot
- 1958 : Incognito (ou Les femmes aiment ça) de Patrice Dally
- 1962 : Les Vierges, de Jean-Pierre Mocky
- 1964 : Le Gendarme de Saint-Tropez de Jean Girault
- 1964 : Déclic et des claques (L'Esbroufe) de Philippe Clair
- 1965 : Les Gorilles de Jean Girault
- 1965 : Monsieur le président-directeur général de Jean Girault
- 1965 : Le Gendarme à New York de Jean Girault
- 1967 : Les Grandes Vacances de Jean Girault
- 1968 : Le Gendarme se marie de Jean Girault
- 1968 : Un drôle de colonel de Jean Girault
- 1969 : La Maison de campagne de Jean Girault
- 1970 : Le Gendarme en balade de Jean Girault
- 1971 : Jo de Jean Girault
- 1973 : Le Permis de conduire de Jean Girault
- 1974 : Les murs ont des oreilles de Jean Girault
- 1976 : L'Intrépide de Jean Girault
- 1978 : Le Gendarme et les Extra-terrestres de Jean Girault
- 1981 : La Soupe aux choux de Jean Girault
- 1982 : Le Gendarme et les Gendarmettes de Jean Girault

## Discographie
(juin 2008).
- La chanson d’orphée/Je te tendrai les bras/Le monde a changé/Tu m’étais destinée/Ce serait dommage/Hava naguila/Love in portofino/Venticello de Roma (film Les 7 Collines de Rome)/Des millions de larmes/Ciao ciao bambina, Barclay 82195, Musicorama no 3
- Concerto pour une voix, LP 1970, Riviera
- Raymond Lefevre et son grand orchestre, LP 1970, no 12, Riviera
- Variétés, LP 1971, Barclay
- This is Raymond Lefèvre, LP 1971, Riviera
- Softly, LP, Riviera
- Hits A Française, LP, Riviera
- Raindrops keep fallin' on my head, LP, Riviera
- Raymond Lefevre, LP, Riviera
- Soul Symphonies (Raymond Lefevre & son Grand Orchestre), LP 1971, Riviera
- Yesterday's Hits in Tomorrow's Sound, LP 1972, Riviera
- Soul Symphonies no 2 (Raymond Lefevre et son Grand Orchestre), LP 1971, Riviera
- Raymond Lefevre spielt Filmmelodien, LP 1976, Riviera
- Back to Bach, LP 829 019-1 Barclay, 1986
- Raymond Lefèfre (Japon-Maxi-Single, 45 tours), avec La Reine de Saba / Eux / Et maintenant / Tombe la neige, Barclay
- Je t'aime moi non plus / Concerto pour une voix, CD 1998, Riviera/Seven Seas VICP-60558 Japon
- Mamy Blue / Holidays, CD
- Je T'aime, Moi Non Plus / Concerto, CD
- Sans Toi Je Suis Seul, CD
- Best, Japon, CD
- Phantom of the Opera, Japon-CD, Victor
- Pop Classics, Japon, CD
- New Best One:Plays Classics, Japon-CD, Victor
- La Reine de Saba/Adagio Cardinal, Japon-CD, Victor
- Colezo! Twin, 2 CD, Japon-CD
- New Best One, Japon-CD, Victor

### Albums33 toursorchestrés pour Dalida
- 1957 : Son Nom est Dalida (1er 33 tours 25 cm)
- 1957 : Miguel (33 tours 25 cm)
- 1958 : Gondolier (33 tours 25 cm)
- 1958 : Les Gitans (33 tours 25 cm)
- 1959 : Le Disque d'or de Dalida (33 tours 25 cm)
- 1959 : Love in Portofino (33 tours 25 cm)
- 1960 : Les Enfants du Pirée (33 tours 25 cm)
- 1961 : Garde-moi la dernière danse (33 tours 25 cm)
- 1961 : Loin de moi (33 tours 25 cm)
- 1962 : Que sont devenues les fleurs ? (33 tours 25 cm)
- 1963 : Eux (33 tours 25 cm)
- 1964 : Amore Scusami (Dernier 33 tours 25 cm édité)
- 1965 : Il Silenzio (1er 33 tours 30 cm édité)